# Presidente Castello Branco
Presidente Castello Branco é um município brasileiro do estado de Santa Catarina. Localiza-se a uma latitude 27º13'23" Sul e a uma longitude 51º48'26" Oeste, estando a uma altitude de 650 metros. Sua população estimada em 2010 era de 1.725 habitantes.
Possui uma área de 65,605 km².